# Гимназија „Михајло Пупин” Ковачица

## Историјат
Рад гимназије у Ковачици почиње након Другог светског рата, када је основана прва непотпуна гимназија.
Од 1962. до 1969. године је у Ковачици постојала средња економска школа. Ова школа прерасла је у праву гимназију која је почела са радом 1967. године, под именом гимназија „Михајло Пупин“. Та школа је функционисала као двосмерна гимназија, са друштвено-језичким и природно-математичким смером. У то време свако насељено место је тражило оснивање гимназије, јер је она пружала више могућности у даљем школовању. Ђаци који би завршили гимназију имали су шире образовање, које им је омогућавало студирање на било ком факултету, за разлику од економске школе, која је била уже стручна и пружала мање избора.
Од 1974. године, гимназија је прерасла у Образовни центар. Заједничко средње образовање трајало је две године. Након тога, ђаци су могли да упишу двогодишње позивно-усмерено образовање, које је имало следеће смерове:
- културолошки
- правни
- економски
- грађевински
- дрвопрерађивачки
- кожарски
- металски
- пољопривредни

Од 1987. до 1990. године постојала је Средња школа природно-математичке, пољопривредне, металске, дрвопрерађивачке и кожарске струке „Михајло Пупин“
Коначно, 1990. године у ковачичку средњу школу се уписује прва обновљена генерација гимназијалаца, сада само општег смера.

## Руководство
Од школске 1962/63. године, на челну функцију у школи изабрани су следећи директори:
- Профир Јанковић 1962-1966
- Милован Нешковић 1966-1967
- Мартин Томан 1967-1991
- Жива Стојанов 1991-1993
- Методије Илоски 1993-2002
- Павел Рохарик 2002-2015
- Горан Херлинг 2015-2016
- Татиана Брткова 2016-2022
- Мишо Жјак 2022-